# Not Forgotten
Not Forgotten är en amerikansk thriller från 2009 som är regisserad av Dror Soref.

## Handling
I en stad på gränsen mellan Texas och Mexiko måste en man och hans hustru ta itu med sitt förflutna för att rädda sin kidnappade dotter.

## Karaktärer
- Simon Baker - Jack Bishop
- Paz Vega - Amaya Bishop
- Chloë Moretz - Toby Bishop
- Claire Forlani - Katie
- Michael DeLorenzo - Casper Navarro
- Ken Davitian - Fader Salinas
- Julia Vera - Doña
- Virgina Periera - Karen De La Rosa